# Cynthia Cooper
Cynthia Cooper, född den 14 april 1963 i Chicago, Illinois, är en amerikansk basketspelare som tog tog OS-guld 1988 i Seoul. Detta var USA:s andra OS-guld i dambasket i rad. Cooper var även med fyra år senare i Barcelona och tog tog OS-brons 1992. Hon har även spelat för lag i Italien och Spanien.